# Il club dei suicidi
Il club dei suicidi è il primo racconto della raccolta Le nuove Mille e una notte (The New Arabian Nights, 1882), di Robert Louis Stevenson. Il racconto è suddiviso in tre parti, ed ha come protagonisti il Principe Florizel di Boemia, il suo scudiero, Colonnello Geraldine, e come antagonista il Presidente del "Club dei Suicidi".

## Trama

### Parte I - Storia del giovane che regalava paste alla crema[1]
Il principe Florizel ed il suo scudiero Geraldine, grazie all'intermediazione di un curioso giovane che incontrano in un locale mentre sta regalando pasticcini alla crema, entrano in un'associazione chiamata "Club dei Suicidi", avente lo scopo di organizzare il suicidio di tutte quelle persone ormai rovinate economicamente e stanche della vita.
Il presidente, nonché organizzatore del Club, accoglie generosamente l'arrivo di Theophilus Godall e del suo amico, il maggiore Alfred Hammersmith, rispettivamente Florizel e Geraldine camuffati. Dopo chiacchiere varie, il Presidente apre una sala dove tutti i partecipanti si riuniscono attorno a un gran tavolo verde, prende un mazzo di carte francesi e distribuisce una carta ciascuno: chi riceverà l'asso di picche sarà la vittima e chi riceverà l'asso di fiori sarà colui che dovrà ucciderla.
Il colonnello è preso da un comprensibile terrore, mentre nel principe, ad un primo istante di paura, si mischia una certa eccitazione del tipico giocatore d'azzardo. Le due carte finiscono in mano rispettivamente all'anziano e malandato signor Malthus e al generoso giovane delle paste alla crema. Il giorno dopo i giornali riportano la notizia che Malthus è morto cadendo accidentalmente da un parapetto. Malgrado l'iniziale opposizione del colonnello, la sera stessa i due ritornano nel medesimo palazzo. Il principe ha deciso di fare qualcosa per porre fine alle sciagurate azioni del Presidente e al diabolico meccanismo del club.
Dopo i consueti convenevoli tra i partecipanti, tutti si riuniscono nella solita sala. Questa volta a ricevere l'Asso di Picche è il principe, che dopo essersi ripreso dallo shock con un sorso di cognac, esce incontro al proprio destino. Fuori, fortunatamente, viene provvidenzialmente “rapito” da Geraldine e dai suoi uomini, quasi tutti domestici di Florizel, che, guidati da un famoso detective assoldato dallo scudiero, hanno anche catturato il Presidente e gli altri soci.
Al principe non resta che ringraziare infinitamente Geraldine per aver contravvenuto saggiamente ai suoi ordini. A questo punto, il principe assume il ruolo del “dispensatore di giustizia”: il presidente dovrà morire in duello (per mano del fratello del colonnello, su richiesta di quest'ultimo), mentre agli altri garantisce una grossa somma di denaro ed un lavoro fisso.

### Parte II - Storia del medico e del baule di Saratoga[2]
Silas Q. Scuddamore è un giovane facoltoso originario del New England, d'indole semplice e innocua ma estremamente curioso. Alloggia in un albergo di Parigi, attratto dalle meraviglie della capitale francese. All'inizio del racconto vengono descritti i suoi incontri con madame Zéphirine e un misterioso inglese, il principe di Boemia ed il suo Scudiero. Viene invitato tramite un biglietto anonimo ad un misterioso appuntamento con una donna, un'imponente matrona che immediatamente lo affascina.
Questa gli dà nuovamente appuntamento per il giorno dopo, spingendolo anche ad una serie di azioni apparentemente insensate, ma che avranno il fine di facilitare gli ulteriori passi del suo piano. Infatti all'appuntamento non si presenta nessuno, e al ritorno Silas trova nella sua camera un cadavere. Su suggerimento del dottor Noel, un vicino di camera che gli aveva espresso la propria simpatia, occulta il cadavere nel suo baule di Saratoga
Contro Silas ci sono tali prove che chiamare la polizia avrebbe sicuramente comportato un immediato arresto. Il dottor Noel spiega di essere un ex-assassino, ora amico dello Scudiero del Principe, tramite il quale quel baule arriverà a Londra. A Londra Silas sarà costretto a portare a spasso per la città il baule dall'orribile contenuto, finendo per riconsegnarlo per una fortuita coincidenza al Principe, che nel frattempo ha intercettato la lettera con la quale il dottor Noel metteva Silas e il cadavere del fratello di Geraldine nelle mani dell'assassino, il temibile Presidente del Club dei Suicidi.

### Parte III - L'avventura del calessino[5]
Il tenente Backenbury Rich, eroe delle guerre combattute in India dall'esercito britannico, viene spinto una sera dalla forte pioggia di Londra, ad entrare in un calesse libero, e dice con noncuranza al vetturino di condurle dove vuole lui. Questi lo prende in parola a lo scarica davanti a una grande villa, rivelando di essere a caccia di invitati per una festa per conto del Sig. Morris.
Attratto dall'avventura, Backenbury accetta l'invito e viene accolto benevolmente dal Sig. Morris. Alla festa sono presenti circa quindici persone, ma Rich si accorge che ogni invitato viene accompagnato da un anfitrione in un'anticamera, per poi essere congedati con una scusa, mentre altri continuano ad arrivare, sostituendoli. Perlustrando la villa, scopre che si tratta di una casa disabitata, e che solo una sua parte è stata addobbata in quel modo sfarzoso, come per una messa in scena. A mezzanotte gli arrivi terminano, ma non le partenze, per cui alla fine rimangono solo quattro ospiti.
Morris li informa che sono stati da lui selezionati durante quella serata per una missione, nel corso della quale gli dovranno cieca obbedienza. Due ospiti si ritirano, e rimangono solo Backenbury e il maggiore O'Rooke. Morris confessa di chiamarsi Hammersmith, e li conduce in un'altra villa, dove li aspettano Florizel e il dottor Noel. Tutti assieme tendono un agguato al Presidente del Club dei Suicidi, che vi cade grazie al tradimento di Noel, riuscendo a catturalo.
Quindi il Principe condanna a morte il Presidente, eseguendo la condanna, onorevolmente, tramite un duello alla spada. Dopo di che annuncia al dottor Noel, in attesa di essere a sua volta punito, la possibilità di redimersi con le sue future azioni; quest'ultimo va quindi pietosamente nel parco a seppellire il suo amico di un tempo.

## Edizioni italiane
- Il club dei suicidi, Carra, Roma, 1920.
- Il club dei suicidi, Mondadori, Milano, 1929. Contiene anche Lo strano caso del dottor Jekyll e del signor Hyde.
- Il club dei suicidi, traduzione di Livio Crescenzi, Fidenza, Mattioli 1885, 2016, ISBN ISBN 978-88-6261-473-3

## Filmografia
- Il club dei suicidi, regia di Giacomo Vaccari sceneggiato tv trasmesso il 4 dicembre 1957